# Beréd
Beréd település Romániában, Szilágy megyében.

## Fekvése
Zilahtól északkeletre, Csiglen és Zsákfalva között fekvő település.

## Története
Beréd nevét az oklevelek 1385-ben említették először Beryd néven. 1423-ban Bred, 1450-ben Bered, 1475-ben Bros, 1543-ban Breeb, 1553-ban Bereed, 1555-ben Bed, 1557-ben Beed néven írták nevét.
A falu a Kusalyi Jakcsok birtokai közé tartozott. 1472-ben Bélteki Drágfi Miklós és fiait; Bertalant, Ferencet, Györgyöt és Pétert iktatták be Bréd birtokába. 1557-ben Jakcsi Mihály fiai tiltakoztak az ellen, hogy a falu felét I. János király és Izabella királyné bátori (ecsedi) Báthori Györgynek és nejének, somlyói Báthory Annának és fiuknak, Istvánnak (†1605) adományozták.
1724-ben III. Károly adományaként Csíkszentkirályi báró Andrási Ferenc és József nyerte Brédet, mely előtte a Serédi családé volt. Somlyói Báthory Anna ajándékul adott itt egy részt Keresztúri Dobszai Jánosnak. 1797-ben végzett összeíráskor a település birtokosa gróf Andrási Károly.
1847-ben 387 lakosa volt, ebből 9 római katolikus, 378 görögkatolikus. 1890-ben 1012 lakosából 27 magyar, 974 oláh, 11 egyéb nyelvű, melyből 6 római katolikus, 771 görögkatolikus, 207 görögkeleti, 5 református, 23 izraelita. A házak száma 201.
Beréd a trianoni békeszerződés előtt Szilágy vármegye Zilahi járásához tartozott.

## Nevezetességek
- Görögkeleti fatemploma 1759-ben épült.[1]
- Görögkatolikus fatemploma 1771-ben épült. Anyakönyvet 1851-től vezetnek.

## Galéria

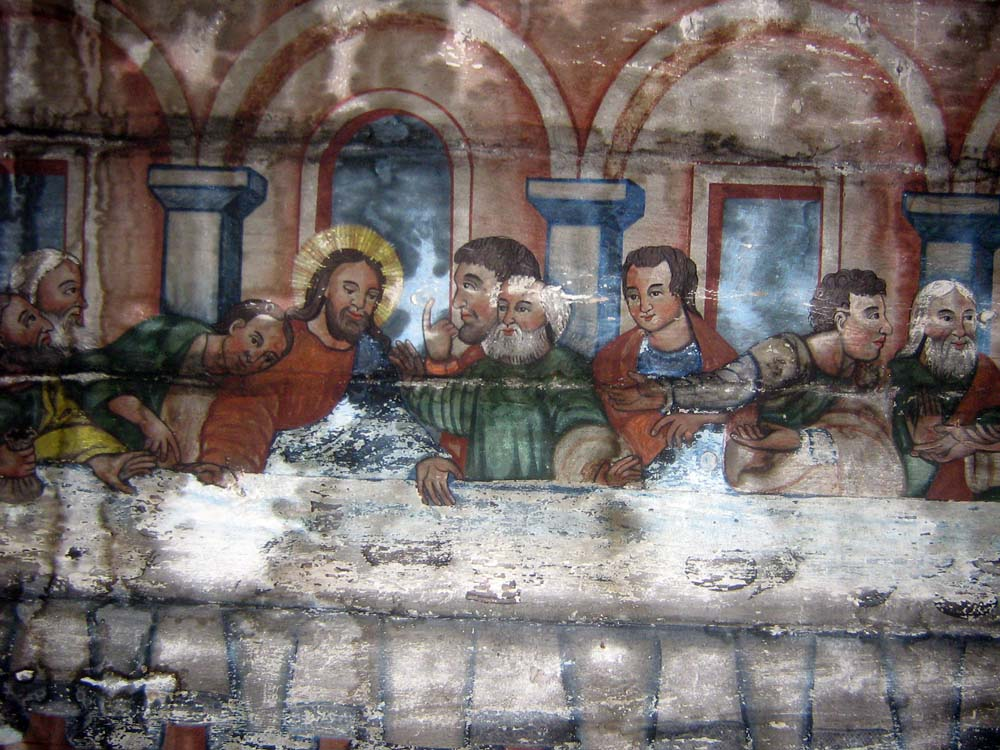
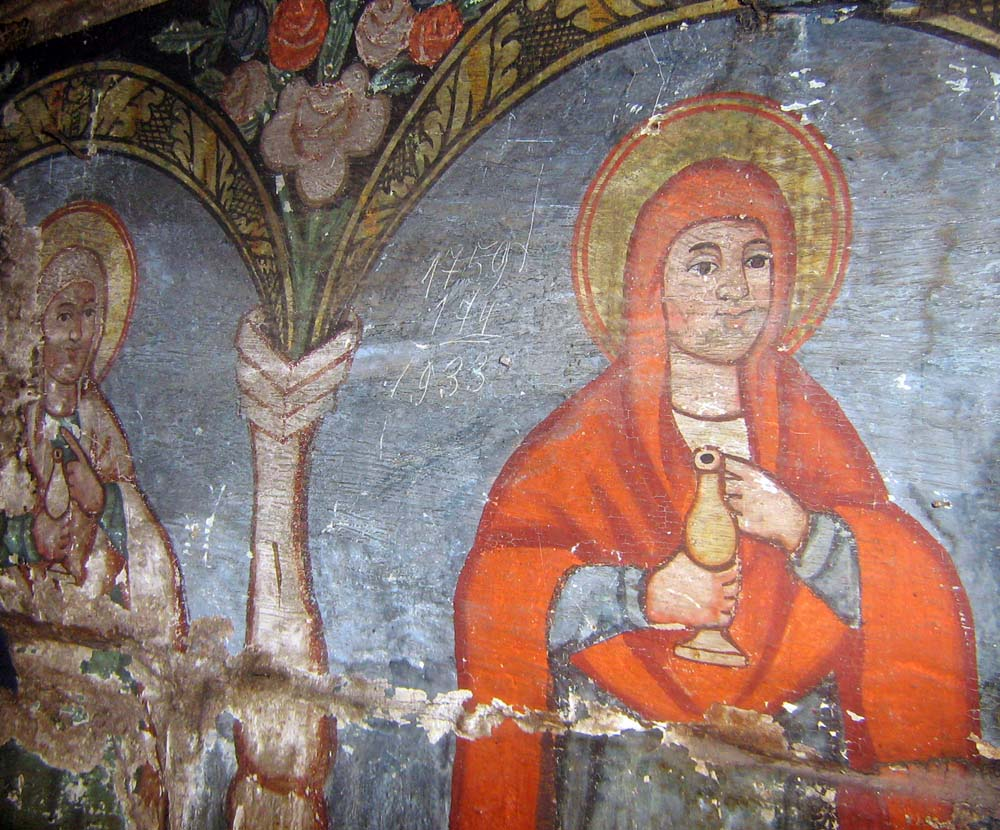
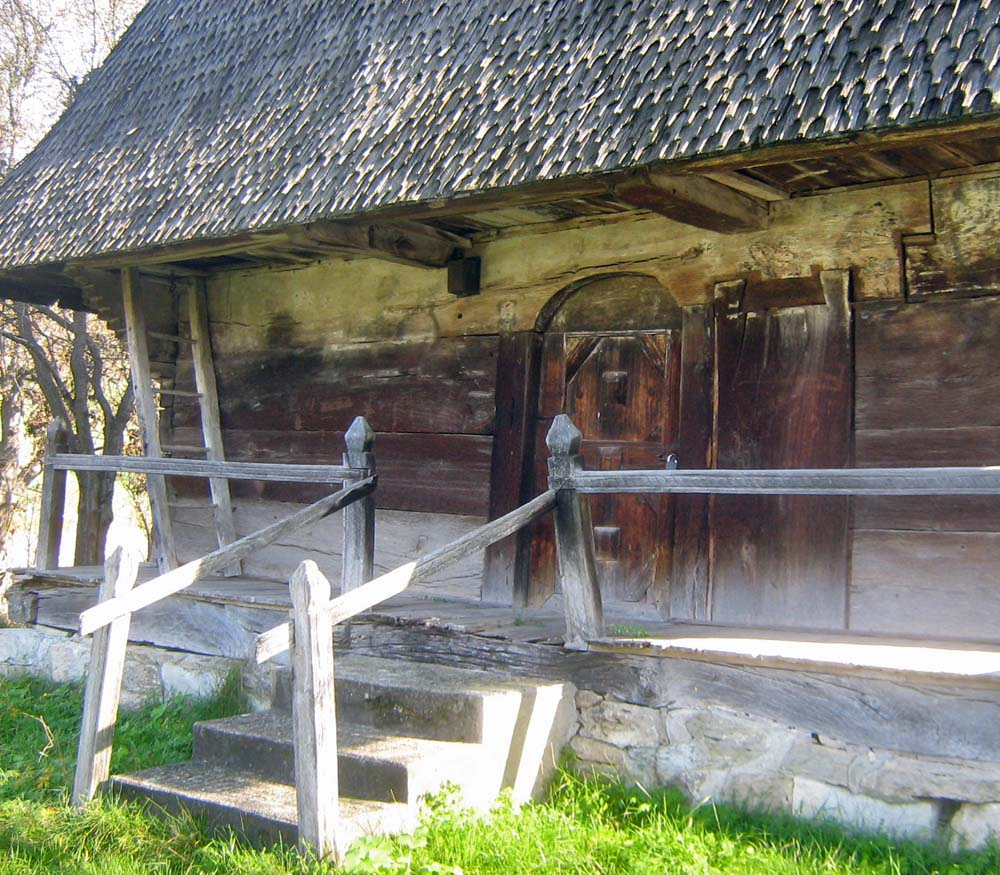
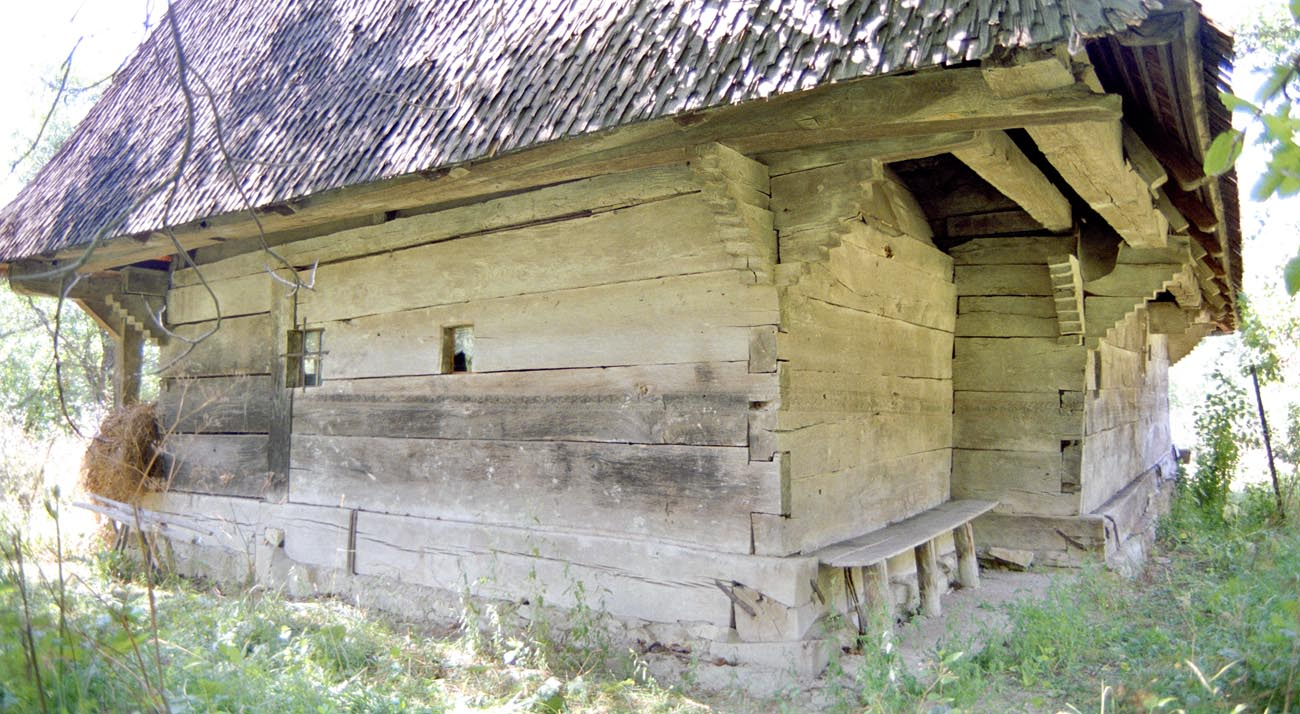
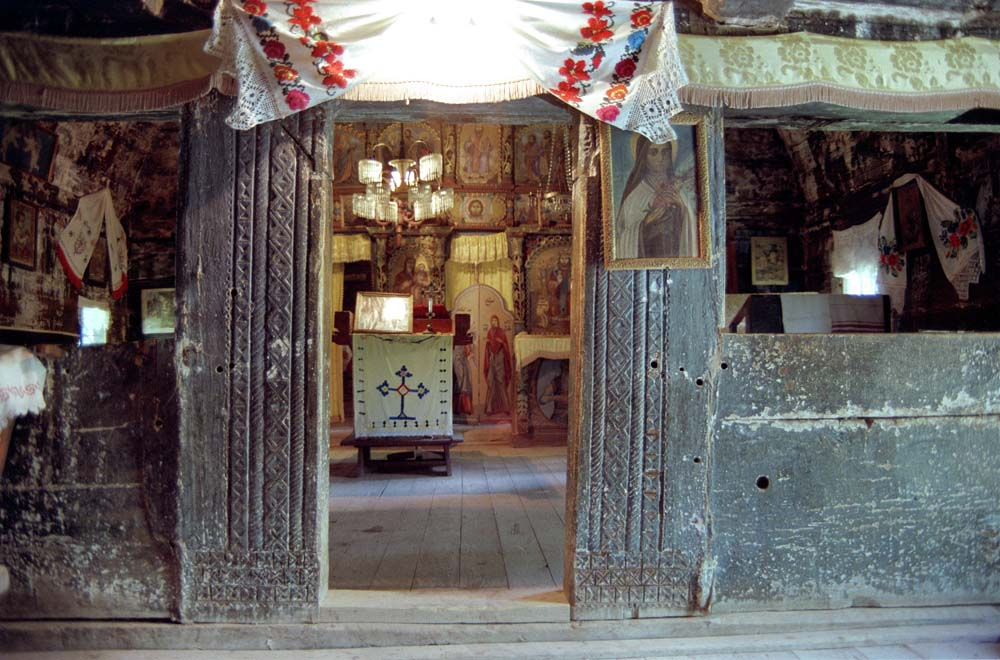
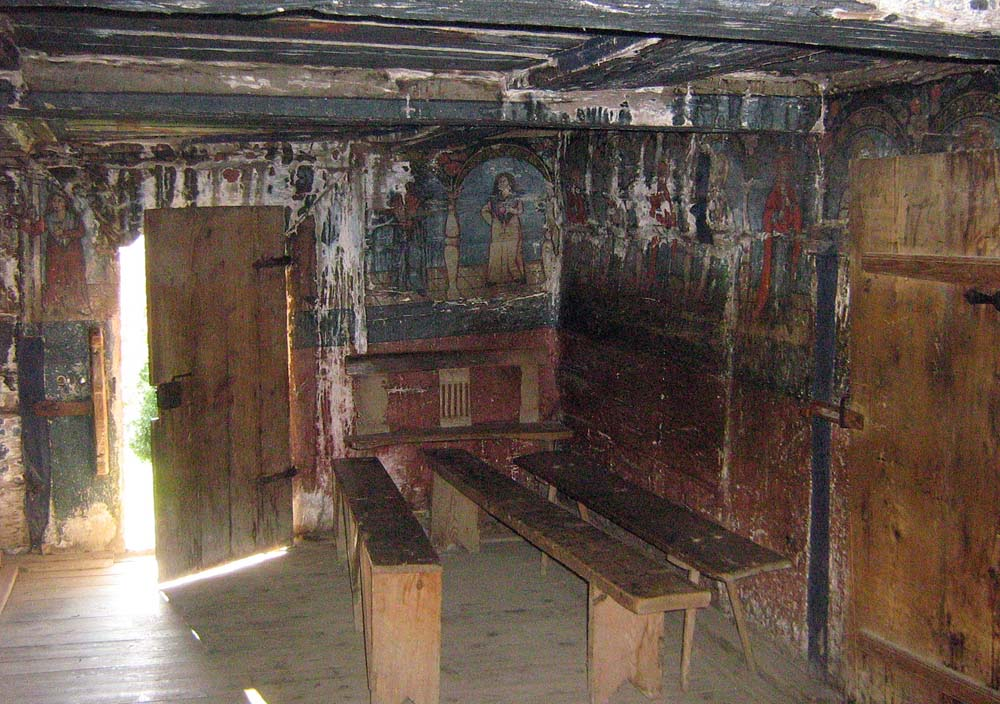
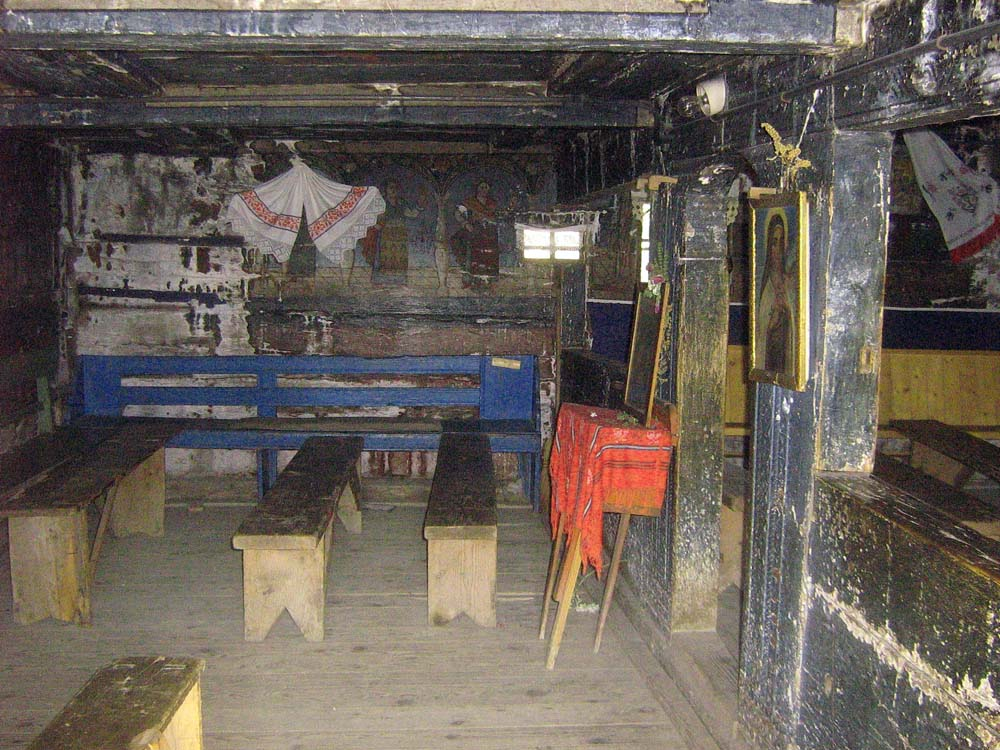
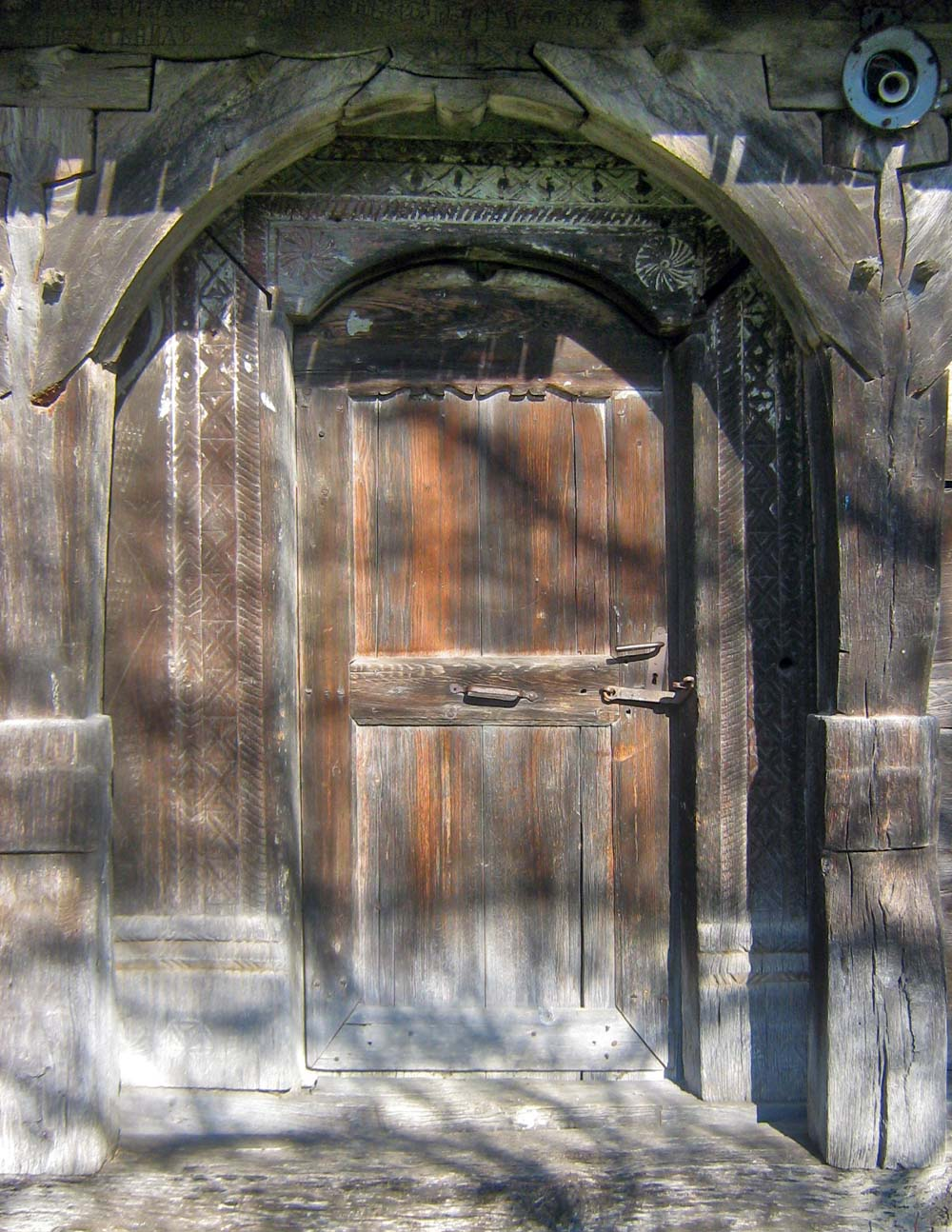
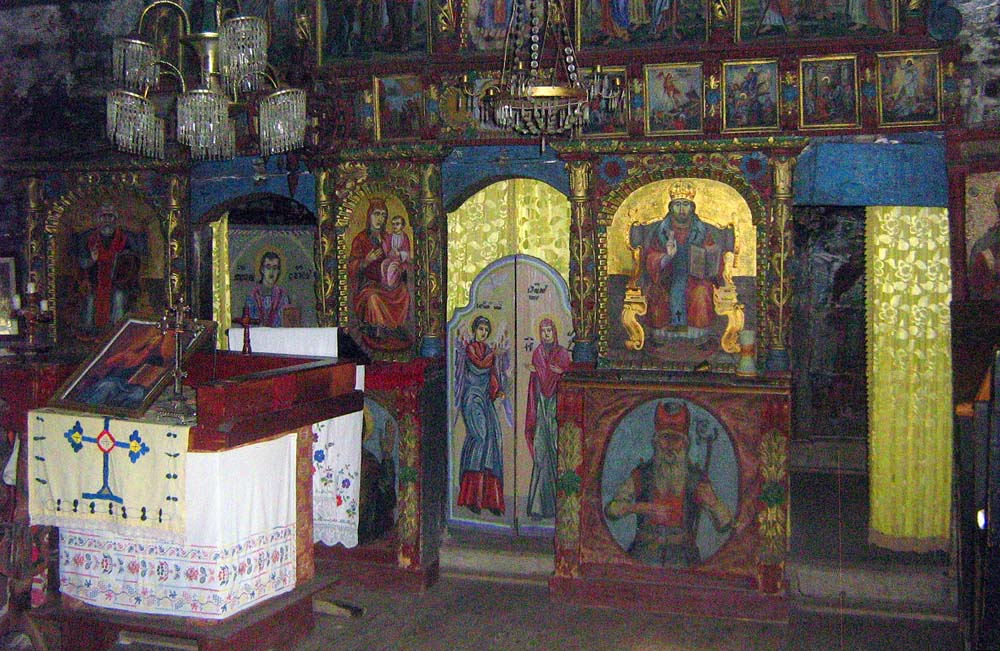
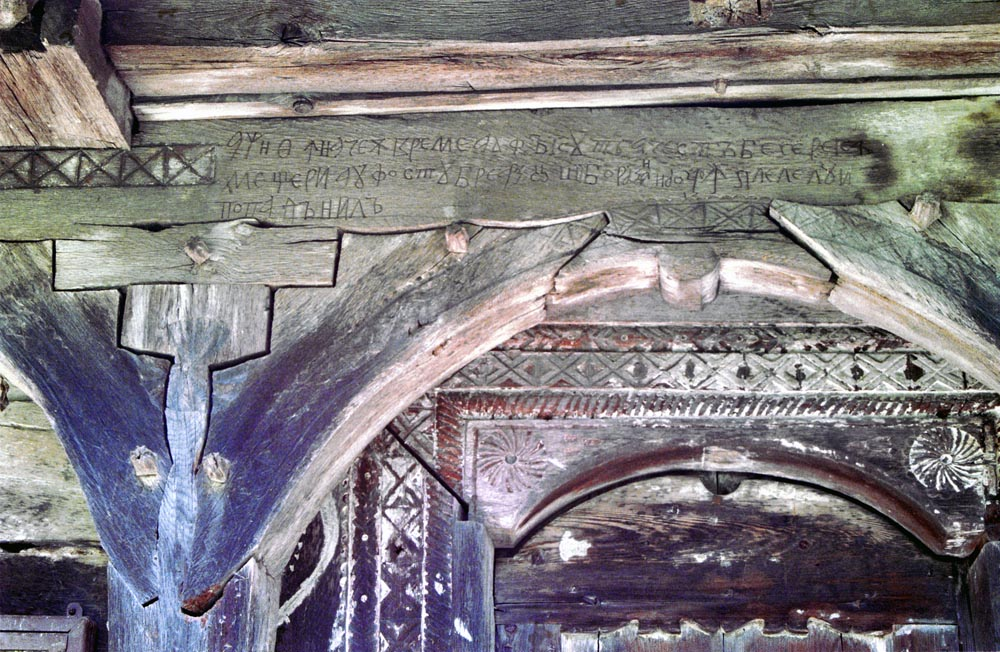
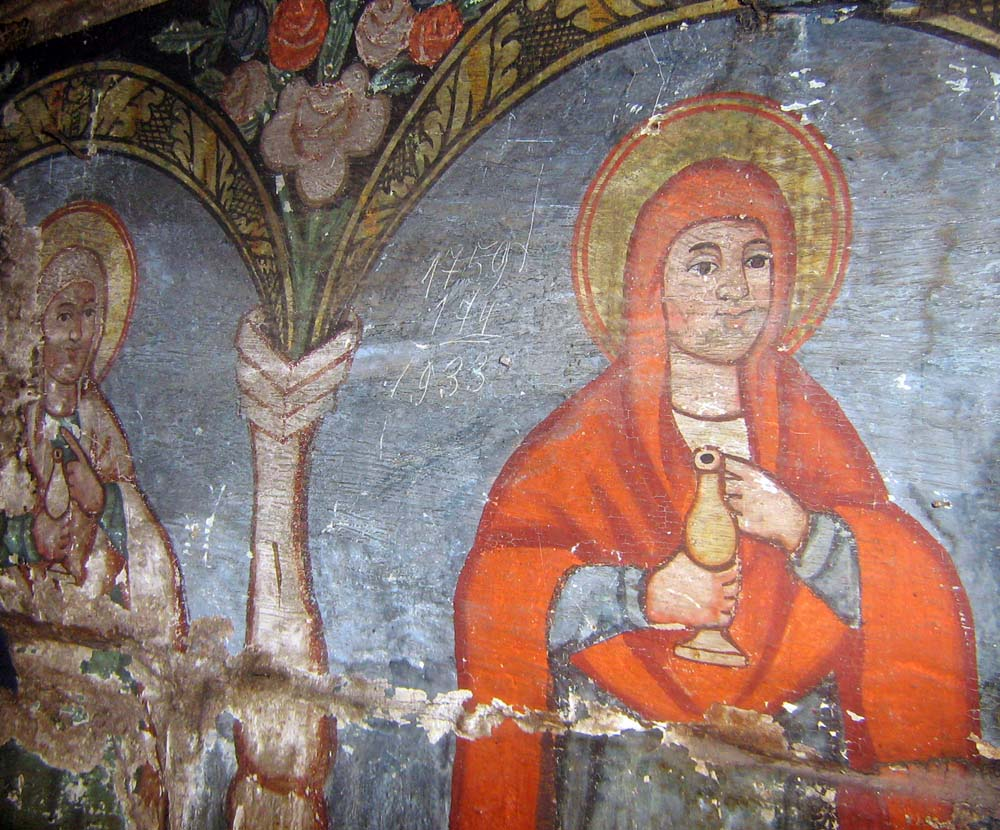
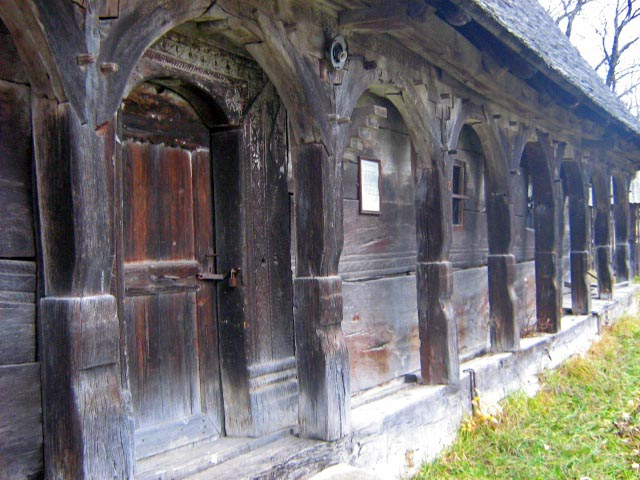